# Rudi Graetz
Rudi Albert Martin Graetz (* 24. Juni 1907 in Rostock; † 1. Oktober 1977 in Berlin, DDR) war ein deutscher Esperantist und Diplomat der DDR.

## Leben
Rudi Graetz wurde am 24.06.1907 als Sohn des Ofensetzers Albert Graetz (* 09.08. 1884; † 1922) und der Plätterin Erna Graetz geb. Weber (* 15.08. 1888; † 18.12. 1958) in Rostock geboren. Sein Bruder Wilhelm Graetz kam am 31.07.1915 zur Welt († 02.11.1981). 
Von 1914 bis 1922 besuchte Rudi Graetz die Volksschule in Rostock. Mit 11 Jahren wurde er Mitglied des Arbeiter-Turn-Vereins in Rostock. 1922 trat er eine kaufmännische Lehre bei der Kurzwarengroßhandlung Otto Nieman & Co. an. Während seiner Lehrzeit besuchte er die Handelsschule in Rostock (Abschluss 1925 als Kontorist). Von 1925 bis 1927 war Rudi Graetz arbeitslos. Von 1927 bis 1932 arbeitete er als Staatsangestellter beim Amtsgericht Rostock.

### Politisches Engagement und Esperanto

#### Vor 1933
Graetz war von Beruf kaufmännischer Angestellter. Er belegte den Herbstkurs 1922 des Deutschen-Arbeiter-Esperanto-Bundes. Dies war die Basis für seine Aktivitäten bis 1933 als Esperantolehrer und Vorsitzender des Arbeiter-Esperanto-Bundes im Bezirk Rostock. Er war von 1924 bis 1930 Mitglied der SPD, danach von 1930 bis 1933 Mitglied der KPD. Zudem war er von 1927 bis 1933 Leiter des Freidenker-Verbandes. Unter anderem gab Wilhelm „Willi“ Eildermann erhaltene Textvorlagen und Geld für den Kauf von Matrizen für Flugblätter an den Graetz als Funktionär der Rostocker KPD weiter, woraufhin er mit einer Genossin in der Wohnung von Emil Neels Flugblätter mit dem Aufruf „Arbeiter heraus zum Massenstreik!“ anfertigte.
1933 wurde er von der Gestapo verhaftet.

#### Nach dem Zweiten Weltkrieg
Von 1965 bis 1977 war Graetz Präsident des Zentralen Arbeitskreises Esperanto im Deutschen Kulturbund (ZAKE); Esperanto-Verband im Kulturbund der DDR, Teil der regierungsnahen Kulturvereinigung in der ehemaligen Deutschen Demokratischen Republik (DDR), und Komiteemitglied des Esperanto-Weltbundes. Nach der Wiederbelebung des Esperanto in der DDR im Jahr 1965 wurde Graetz als sein Vertreter auf dem Weltkongress und anderen internationalen Treffen gewählt. Außerdem war er Funktionär der Mondpaca Esperantista Movado (Weltfriedens-Esperantistische Bewegung). Im Rahmen der Proletarischen Esperanto Korrespondenz (PEK) führte er Austausch mit den Arbeitern der Sowjetunion.
Seine Artikel erschienen oft in den Magazinen PACO und Der Esperantist.
Graetz stand wie auch Ludwig Schödl hinter der DDR – er war auch Mitglied der SED – und wollte dennoch gleichzeitig Esperanto voranbringen.

### Berufliches Wirken in der DDR
Von 1957 bis 1964 war er als Handelsrat und Leiter der Kammervertretung der DDR in Island (1959–60) und Dänemark (1960–64) tätig. Von 1965 bis zu seinem Todesjahr 1977 war er als Messedirektor (1. Vorsitzender, Direktor für Ausstellungen beim Ministerium für Außen- und Innerdeutschen Handel (MAI) der DDR, Berlin) aktiv.

## Auszeichnungen
- 1977: Vaterländischer Verdienstorden in Silber anlässlich seines 70. Geburtstages verliehen von Erich Honecker[12]